# Lordiphosa neokurokawai
Lordiphosa neokurokawai är en tvåvingeart som först beskrevs av Singh och Gupta 1981.  Lordiphosa neokurokawai ingår i släktet Lordiphosa och familjen daggflugor. Inga underarter finns listade i Catalogue of Life.